# Halifa Sallah
Halifa Sallah est un homme politique gambien, membre de l'Organisation démocratique du peuple pour l'indépendance et le socialisme (People's Democratic Organisation for Independence and Socialism, PDOIS), ainsi que l'une des principales figures de la coalition d'opposition, la National Alliance for Democracy and Development (NADD).

## Carrière
Sallah est le chef de l'opposition à l'Assemblée nationale et membre du Parlement pan-africain. Il représente la circonscription électorale du Serrekunda central.
En juin 2005, Sallah et trois autres parlementaires membres de l'opposition sont expulsés de l'Assemblée nationale pour appartenir à deux partis en même temps. La NADD a été enregistrée en tant que parti politique et la Cour suprême a jugé que l'appartenance à plus d'un parti est en contravention de la constitution gambienne. Des critiques ont dit que ce n'était qu'une tentative pour faire taire l'opposition car il n'existait pas de texte régulant les alliances politiques dans la constitution.
Une élection partielle a lieu le 29 septembre de la même année, dans laquelle Sallah est largement réélu.
Début novembre 2005, le président Yahya Jammeh accuse les membres de la NADD de faire croire au gouvernement sénégalais que la Gambie soutient le mouvement indépendantiste casamançais. Le 15 novembre 2005, Sallah et deux autres chefs de l'opposition (Hamat Bah et Omar Jallow) sont arrêtés pour « activités subversives ».
Le 6 avril 2017, il est élu député de la circonscription de Serrekunda.